# 와타라세촌 (군마현)
와타라세촌(일본어: 渡瀬村)은 일본 군마현 오라군에 설치되었던 촌이다. 현재의 다테바야시시 북부에 해당한다.